# Iseljeništvo
Iseljeništvo ili latinizam emigracija (iz lat. ex migrare: seliti se), proces je odseljavanja stanovništva s nekoga prostora uzrokovan njegovim određenim, za stanovništvo odbojnim čimbenicima, ili - češće - jačim privlačnim čimbenicima nekoga drugoga prostora, u koji se stanovništvo seli. Predmet je istraživanja niza društvenih, humanističkih i interdisciplinarnih područja znanosti, ponajprije demografije, a potom i ekonomske znanosti, društvene geografije, povijesti i sociologije.
Iseljenici napuštaju dragovoljno ili pod prisilom svoje domove iz gospodarskih, vjerskih, političkih ili osobnih razloga.
Iseljenici dolaze kao doseljenici u stranu državu.